# Fornace Morandi
La fornace Morandi è un edificio di archeologia industriale di Padova.

## Storia
Fino al 1842, la zona settentrionale della città di Padova era scarsamente popolata e destinata alla produzione agricola. Le poche abitazioni si sviluppavano lungo la strada principale, che riprendeva il tracciato della romana Via Aurelia. In quell'anno fu completata la ferrovia Padova – Venezia, costruita dalla IRP Ferdinandea, che nel 1845 raggiunse Vicenza: la situazione cominciò quindi a cambiare, fino ad arrivare ai primi del Novecento, quando questa zona, e in particolare il quartiere Arcella, si presentava come una nascente zona industriale, non disgiunta da un'intensa espansione residenziale.
I Morandi, famiglia originaria del Canton Ticino, si trasferirono in Italia nella seconda metà dell'Ottocento e furono tra i primi a costruire diverse fornaci industriali per la produzione di laterizi in Veneto, tra Padova e Treviso.
La Fornace Morandi fu costruita nel 1898 tra la ferrovia ed il fiume Brenta nella zona tra la Strada delle Boschette ed il confine est della proprietà dei Morandi. La famiglia acquistò e costruì anche diverse abitazioni in zona per i propri dipendenti, dando vita al cosiddetto "Villaggio Morandi". Lungo via Fornace Morandi fu eretta anche la villa padronale.
La concezione unitaria del sito fu poi stravolta con l'arrivo dell'autostrada Serenissima e della tangenziale nord, che separarono l'impianto produttivo da molti degli edifici che vi gravitavano attorno. Via via la fornace subì poi molte modifiche legate agli aggiornamenti produttivi, fino all'anno di cessione dell'attività, il 1981.
A seguito del lungo periodo di abbandono, lo stabile ha subito consistenti danni. Dal 2008 è in fase di restauro, con l'obiettivo di riportarlo in vita con destinazioni d'uso commerciali e direzionali. Sono state mantenute le facciate sud e ovest, la ciminiera e il forno. È considerato un raro esempio di archeologia industriale a Padova.
Attualmente è raggiungibile anche con i mezzi pubblici utilizzando il tram, scendendo alla omonima fermata, situata in "via della Fornace Morandi".
| Controllo di autorità | VIAF (EN) 242808137 |